# 동래구 을 (1996년 선거구)
동래구 을은 대한민국의 옛 국회의원 선거구이다. 당시 부산광역시 동래구의 일부 지역을 관할했다.

## 역사
제15대 국회의원 선거를 앞두고 동래구 갑의 일부 지역이 분리되면서 신설되었다.
제16대 국회의원 선거를 앞두고 동래구 갑, 을 선거구가 합쳐져 동래구 선거구를 이루게 되면서 폐지되었다.

## 역대 국회의원
| 선거   | 정당 | 정당     | 의원   |
| ------ | ---- | -------- | ------ |
| 1996년 |      | 신한국당 | 강경식 |

## 역대 선거 결과

### 대한민국 제15대 국회의원 선거
|  | 66.77% |

|  | 22.54% |

|  | 10.68% |